# Mura di Cascina
Le mura di Cascina circondavano l'antico abitato del paese al centro, nel corso dei secoli, di guerre e scaramucce tra la Repubblica di Pisa e Firenze.
Furono edificate nel XIII secolo in pietra e laterizio. Si notano diverse fasi costruttive, quindi è molto probabile che siano state innalzate in epoche successive e a seconda del clima politico della regione. Due erano le porte che si aprivano per consentire il passaggio sull'asse est-ovest, ed erano la Porta Pisana e la Porta Fiorentina, entrambe scelleratamente demolite sul finire dell'Ottocento per far passare il trammino, anch'esso oggigiorno scomparso.
Altri tratti delle mura furono demoliti per creare nuovi accessi e per "dare aria" al paese, altri oggi sono visibili solo internamente, in quanto inglobati nei numerosi capannoni industriali sorti nel XX secolo per dare spazio all'industria del mobile.
Particolari sono le torri angolari a pianta pentagonale.
All'esterno delle mura era presente un fossato, secondo alcuni, alimentato dal torrente Cascina, oggigiorno confluente del fiume Era a Ponsacco.
Per oltrepassare il fossato erano probabilmente presenti due ponti levatoi, poi sostituiti con due ponti fissi in mattoni.